# Kalle
Kalle ist ein männlicher Vorname und ein Familienname.

## Herkunft und Bedeutung
Kalle ist eine Form von Karl. Als Vorname ist er besonders in Skandinavien und Norddeutschland verbreitet.

## Namensträger

### Vorname
- Kalle Anttila (1887–1975), finnischer Ringer und Olympiasieger
- Kalle Arantola (1913–1940), finnischer Skisportler
- Kalle Bergholm (1922–1985), schwedischer Kameramann
- Kalle Berglund (* 1996), schwedischer Leichtathlet
- Kalle Dalin (* 1975), schwedischer Orientierungsläufer
- Kalle Granath (* 1975), schwedischer Fußballspieler und -trainer
- Kalle Jalkanen (1907–1941), finnischer Skilangläufer
- Kalle Järvilehto (* 1995), finnischer Snowboarder
- Kalle Kalima  (* 1973), finnischer Jazzgitarrist
- Kalle Kaljurand  (* 1960), estnischer Badmintonspieler
- Kalle Käsper (* 1952), estnischer Schriftsteller
- Kalle Laar (* 1955), deutscher Musiker und Performancekünstler
- Kalle Lasn (* 1942), estnischer Unternehmensgründer
- Kalle Løchen (1865–1893), norwegischer Maler und Schauspieler
- Kalle Palander (* 1977), finnischer Skirennläufer
- Kalle Pohl (* 1951), deutscher Musiker und Komiker
- Kalle Svensson (1925–2000), schwedischer Fußballtorhüter
- Kalle Tuppurainen (1904–1954), finnischer Skisportler

#### Fiktive Figuren
- Kalle Blomquist, eine Kinderbuch-Romanfigur von Astrid Lindgren
- Kalle Anka, der schwedische Name von Donald Duck
- die Hauptfigur des Kinderbuches Kleiner König Kalle Wirsch
- ein Hund aus der Fernsehserie Da kommt Kalle
- Kalle Grabowski, eine Figur aus dem Film Bang Boom Bang

### Familienname
- Kalle, erloschenes westfälisches Adelsgeschlecht aus Calle (Iserlohn)

- Albrecht Christian Kalle (1611–1679), deutscher Kupferstecher
- Arnold Kalle (1873–1952), deutscher Offizier, Diplomat und Politiker (DVP)
- Christof von Kalle (* 1962), deutscher Onkologe und Hochschullehrer
- Fritz Kalle (1837–1915), deutscher Industrieller
- Julius Kalle (1869–1948), deutscher Industrieller
- Kurt Kalle (1898–1975), deutscher Meeresforscher
- Matthias Kalle (* 1975), deutscher Journalist und Autor
- Norman Kalle (* 1973), deutscher Schauspieler
- Ton Kalle (* 1955), niederländischer Bildhauer
- Wilhelm Kalle (Chemiker) (1838–1919), deutscher Chemiker
- Wilhelm Ferdinand Kalle (1870–1954), deutscher Chemiker und Politiker

### Unternehmen
- Kalle GmbH, siehe Chemische Fabrik Kalle